# خشم الدرج
خَشْم الدرج – الهذالين هي قرية فلسطينية، من قرى محافظة الخليل، تقع الى أقصى الجنوب الشرقي من يطا. تبعد عن مدينة الخليل حوالي 40 كم، وتدار من قبل مجلس قروي خشم الدرج. وهي من القرى التي احتلتها إسرائيل خلال حرب 1967.

## التاريخ

### الحكم الأردني
أوائل خمسينيات القرن العشرين أتُبعت القرية للإدارة الأردنية بعد حرب 1948 نتيجةً لاتفاقيات الهدنة عام 1949.

### حرب 1967
وقعت القرية تحت الاحتلال الإسرائيلي بعد حرب 1967.

### السلطة الفلسطينية
بعد تأسيس السلطة الوطنية الفلسطينية عام 1994 نتيجةً لاتفاق السلام بين منظمة التحرير الفلسطينية وإسرائيل عام 1993، تسلمت القرية ووضعتها تحت سيطرتها المدنية والأمنية.

## السكان
بلغ عدد السكان وفق الجهاز المركزي للإحصاء الفلسطيني عام 2007 حوالي 606 نسمة، وفي تعداد عام 2017 بلغ عددهم حوالي 989 نسمة.

## الآثار
يقع بالقرب من المنطقة مخفر شرطة قديم يعود لزمن الانتداب البريطاني يسمى مخفر أم الدرج ، وكذلك، تحوي آثار وآبار قديمة تعود إلى حقب وأزمان مختلفة.